# Geogarypus bucculentus
Geogarypus bucculentus es una especie de arácnido del orden Pseudoscorpionida de la familia Geogarypidae.

## Distribución geográfica
Se encuentra en Archipiélago Juan Fernández (Chile).